# Ral·li Dakar 2023
L'edició de 2023 del Ral·li Dakar fou la 45a d'aquesta prova, organitzada per l'Amaury Sport Organisation. Celebrat a l'Aràbia Saudita, l'esdeveniment tingué lloc entre els dies 31 de desembre de 2022 i el 15 de gener de 2023. Aquesta fou la quarta vegada que l'Aràbia Saudita acollia l'esdeveniment. Per segon any consecutiu, l'esdeveniment també era la primera prova del Campionat del Món de Ral·li-Raid.
L'esquema del recorregut de la cursa es va presentar el 5 de juny de 2022. La ruta començarà en un "Sea Camp" prop de Yanbu, a la riba del Mar Roig, i acabarà a Dammam, a la riba del golf Pèrsic. El recorregut torna enguany al Rub al-Khali amb tres etapes, inclosa la marató. El recorregut comptarà amb un 70% de pistes noves, menys enllaç i 5.000 quilòmetres de proves especials. Els organitzadors revelaran el recorregut detallat al novembre. El recorregut s'ha descrit com a llarg, més difícil i amb més dunes.

## Cronologia
- 6 de juny al 31 d'octubre de 2022: Inscripcions
- 28 al 30 de novembre de 2022: Controls administratius al circuit de Castellet
- 27-28 de desembre de 2022: Arribades a l'Aràbia Saudita
- 31 de desembre de 2022: Podi inicial a l'etapa de pròleg
- 1 de gener de 2023: Sortida de la cursa
- 15 de gener de 2023: Finalització de la cursa:

## Canvis
Es van anunciar alguns canvis per a l'esdeveniment d'aquest any:
- Roadbooks digitals per a tots els participants, incloses les motos
- Bonificacions de temps per a les motos que obren l'itinerari
- "Rutes mirall": per separar les rutes, algunes etapes es dividiran en "rutes A i B", que inclouen diferents waypoints, assignats aleatòriament
- No hi ha neutralitzacions per a les categories T1 i T2: l'etapa no tindrà descansos al mig
- Procediment d'inici de l'etapa: el primer camió que sortirà serà del 45è lloc. Sense reclassificació per als 40 millors pilots
- Dakar Classic seguirà un recorregut dedicat amb 13 etapes, incloses 2 de marató. Nou grup de velocitat mitjana per a vehicles menys potents
- Introducció de "combustibles sintètics i biocombustibles", amb l'expectativa que els conductors d'elit competiran en prototips de baixes emissions el 2026

## Etapes
Les etapes de l'edició 2023 del Ral·li Dakar són els següents:
| Etapa  | Data           | Des de                      | Fins a                      | Total/Especial              |
| ------ | -------------- | --------------------------- | --------------------------- | --------------------------- |
| Pròleg | 31 de desembre | Sea Camp                    | Sea Camp                    | 10 km / 10 km               |
| 1      | 1 de gener     | Sea Camp                    | Sea Camp                    | 603 km / 368 km             |
| 2      | 2 de gener     | Sea Camp                    | Al-Ula                      | 590 km / 431 km             |
| 3      | 3 de gener     | Al-Ula                      | Hail                        | 669 km / 447 km             |
| 4      | 4 de gener     | Hail                        | Hail                        | 573 km / 425 km             |
| 5      | 5 de gener     | Hail                        | Hail                        | 646 km / 375 km             |
| 6      | 6 de gener     | Hail                        | Ad Dawadini                 | 876.68 km / 466 km          |
| 7      | 7 de gener     | Ad Dawadini                 | Ad Dawadini                 | 641.47 km / 473 km          |
| 8      | 8 de gener     | Ad Dawadini                 | Riad                        | 722.41 km / 407 km          |
| -      | 9 de gener     | Dia de descans a Riad (M&Q) | Dia de descans a Riad (M&Q) | Dia de descans a Riad (M&Q) |
| 9      | 10 de gener    | Riad                        | Haradh                      | 710 km / 439 km             |
| 10     | 11 de gener    | Haradh                      | Shaybah                     | 623 km / 114 km             |
| 11     | 12 de gener    | Shaybah                     | Rub al-Khali                | 426 km / 275 km             |
| 12     | 13 de gener    | Rub al-Khali                | Shaybah                     | 375 km / 185 km             |
| 13     | 14 de gener    | Shaybah                     | Hufuf                       | 669 km / 154 km             |
| 14     | 15 de gener    | Hufuf                       | Dammam                      | 414 km / 136 km             |
| Font:  |                |                             |                             |                             |

## Incidents
- Etapa 1: el vigent campió de motos Sam Sunderland pateix un accident al quilòmetre 52 de l'etapa i va ser transportat amb aire a l'hospital de Yanbu amb una commoció cerebral i una fractura d'espatlla.[4]
- El motociclista Bradley Cox es va trencar el colze en un accident, que el va obligar a retirar-se.[5]
- En la categoria de cotxes, Michel Kremer i Thomas de Bois van patir una fuita de combustible, que va provocar que el cotxe s'incendiés i es cremés sense reparar. El conductor i el copilot van resultar il·lesos.[6]
- Etapa 3: El pilot de motociclisme Ricky Brabec va patir un accident al quilòmetre 274 de l'etapa i va ser atès per l'equip mèdic. Brabec va ser traslladat a l'hospital després de queixar-se de dolor cervical, i encerrant la seva participació al ral·li.[7]
- Etapa 4: Joaquim Rodrigues ha patit una caiguda aproximadament als 90 quilòmetres de l'etapa i va ser traslladat a l'hospital d'Ha'il amb una fractura de fèmur esquerre.[8]
- El pilot lituà Benediktas Vanagas va ser transportat aeri de l'escenari després d'un accident després de mostrar símptomes semblants a una commoció cerebral.[9]
- Etapa 6: Carlos Sainz i Stéphane Peterhansel, companys d'Audi s'han estavellat en diferents incidents al mateix punt durant el quilòmetre 212 de l'etapa. El copilot de Peterhansel, Édouard Boulanger, pateix ferides a l'esquena en el seu accident, forçant la seva retirada del ral·li.[10]
- Etapa 7: El pilot neerlandès Erik van Loon va patir un bolcament a 99 quilòmetres de l'etapa. Van Loon va ser traslladat a l'hospital després de perdre la seva breu consciència i queixar-se de dolor al coll després de l'accident.[11]